# Le Roi David
Pour les articles homonymes, voir David.
Versions successives
Le Roi David (H. 37) est une œuvre musicale d'Arthur Honegger. Elle donne lieu à deux versions successives : une musique de scène composée en 1921, accompagnant le drame lyrique de René Morax, créée au théâtre du Jorat à Mézières (Suisse) en 1921 puis l'oratorio qui en est issu, réorchestré et créé dans une version en allemand en 1923 à Winterthour  (Suisse) puis en français à  Paris et à Rome en 1924.
Saluée par la critique comme une œuvre innovante, la version oratorio du Roi David relance le genre et a pour conséquence la création de chœurs mixtes et professionnels, seuls capables d'interpréter les nouvelles tendances musicales des années 1920 et 1930, ainsi que la musique atonale ou sérielle.

## Genèse

### René Morax etLe Roi David

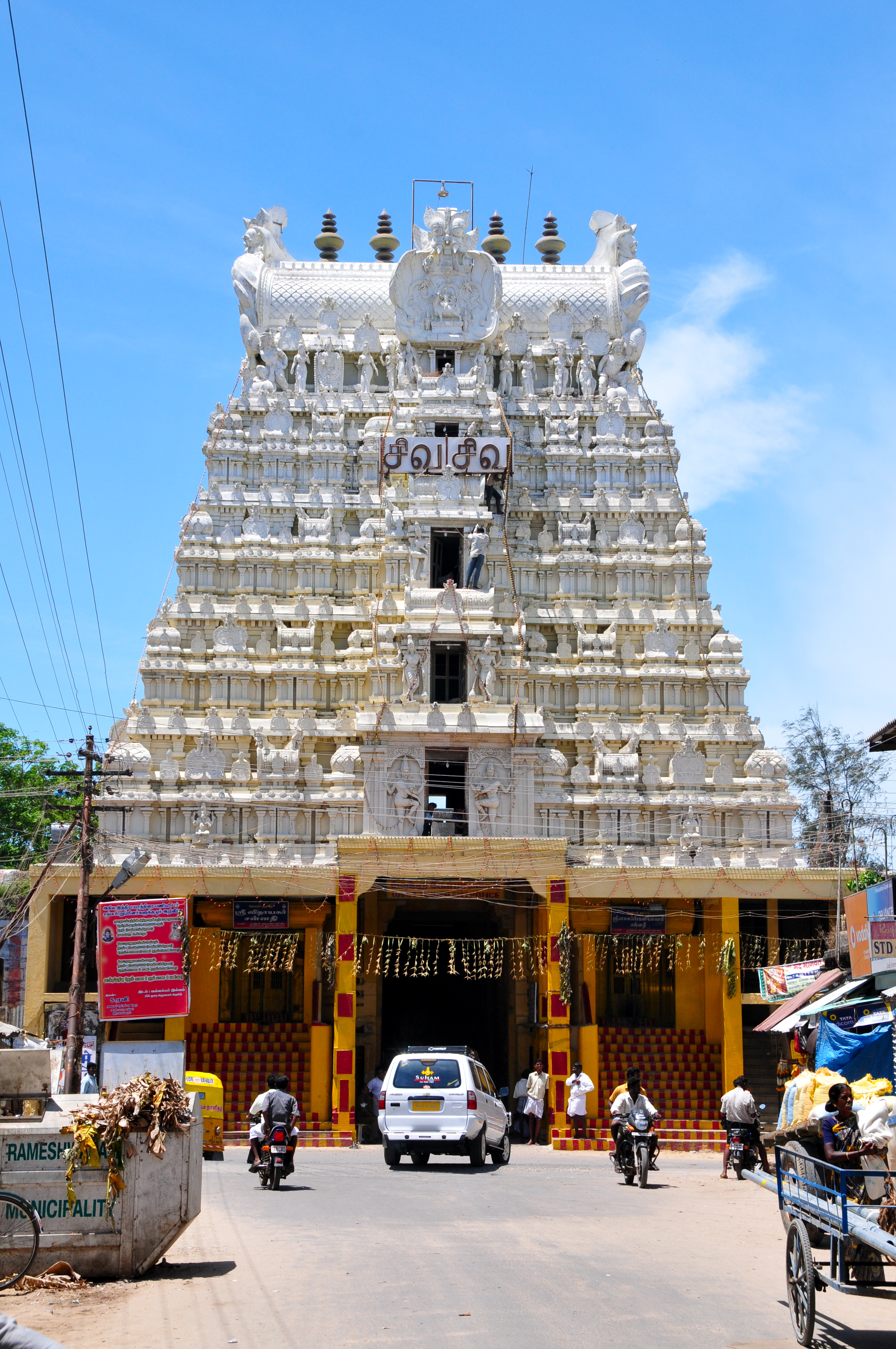
Le temple de Rameswaram, île où René Morax a l'idée de créer le drame lyrique du Roi David

En 1908, le dramaturge suisse René Morax crée avec son frère Jean Morax et le compositeur Gustave Doret un théâtre populaire en bois dans les environs de Lausanne, le théâtre du Jorat à Mézières. Il crée des drames lyriques, accompagnés de la musique de Doret, qui ont pour sujet les légendes de la Suisse romande mais la Première Guerre mondiale interrompt l'activité du théâtre qui clos l'année 1914 sur la pièce Tell.
En 1919, René Morax est convié par son ami l'industriel Werner Reinhart à l'accompagner en voyage d'affaires aux Indes. Les charmes et merveilles de l'Orient agissent sur sa verve créatrice et lors d'un séjour sur l'île de  Rameswaram entre l'Inde et le Sri Lanka, il assiste à une cérémonie religieuse. Lui vient alors l'idée de créer une pièce en rapport avec l'Orient et la Bible. Ce sera Le Roi David.
Écrite dans une auberge de Loèche, la pièce abandonne le caractère local et s'oriente vers un thème universel dont l'apport des conceptions artistiques modernistes de Reinhart sont empreintes. L'utilisation innovante d'un langage poétique imagé propre aux techniques cinématographiques va faciliter une mise en musique aux rythmes sonores contrastés. Les effets dramatiques mêlant violence et sensualité aboutissent à l'apothéose du couronnement de Salomon et la mort de David. La drame se déroule en trois parties et vingt-sept tableaux.

### Le choix du compositeur

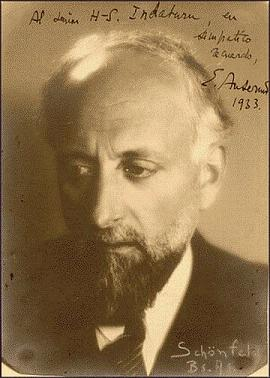
Ernest Ansermet – Le chef d'orchestre suisse suggère à René Morax le choix de confier la partie musicale de son drame lyrique à Arthur Honegger

La réouverture du théâtre du Jorat est prévue pour le mois de juin 1921 mais la musique n'a pas encore été composée et le temps limité dont dispose Morax lui suggère un choix rapide pour la commémoration de l'évènement. Gustave Doret décline l'offre et le genevois Jean Dupérier, effrayé par l'enjeu, refuse. Sur les conseils d'Ernest Ansermet, Morax s'adresse alors à un compositeur quasi inconnu en Suisse, Arthur Honegger. Celui-ci relève le défi de composer une musique conforme à ses inspirations dans des délais très courts et avec deux contraintes techniques : dix-sept instrumentistes et un chœur mixte d'une centaine de chanteurs, amateurs pour la plupart. Honegger consulte Igor Stravinsky car il ne sait comment satisfaire techniquement cette demande dans des délais aussi courts. Le célèbre compositeur russe lui aurait répondu « C'est très simple, faites comme si c'était vous qui aviez voulu cette disposition et composez pour cent chanteurs et dix-sept musiciens ».

### Écriture et répétitions
En deux mois, du 25 février au 28 avril 1921, Honegger compose la partie musicale et envoie chaque jour les morceaux au chœur. Il commence par les morceaux les plus importants, ceux qui comportent l'élément choral. Les parties solistiques viendront en dernier. La collaboration avec Morax est bonne même si ce dernier s'inquiète des difficultés rencontrées par les choristes dans l'interprétation de l'œuvre du compositeur, pleine de modulations. Le 28 avril, il effectue le dernier envoi et rentre à Paris pour savourer le renouveau printanier le temps d'une soirée. Le 13 juin 1921, Honegger franchit de nouveau la frontière suisse pour se rendre sur le lieu des répétitions. Il se mêle gentiment aux hôtes, dort le matin pour se réveiller à midi et échange des propos sans conséquence.

### Création de la première version

Affiche pour Le Roi David créée par Jean Morax, 1921

La première version de l'œuvre mêle le texte de Morax et la musique d'Honegger et dure environ quatre heures. Le 11 juin 1921, Le Roi David est créé et rencontre un grand succès lors des douze représentations suivantes, aidé par les décors d'Alexandre Cingria et le texte de Morax.

#### Effectif
L'orchestre est composé de 17 musiciens : 5 bois (hautbois, basson, clarinette, deux flûtes), 3 cuivres (cor, trompette, trombone), 1 corde (violoncelle ou contrebasse), 1 clavier (célesta, harmonium, piano) et 7  percussions (3 timbales, un tam-tam, grosse caisse, caisse claire et cymbales).
Les parties chantées sont tenues par trois solistes (soprano, mezzo-soprano et ténor) et un chœur mixte (soprano, alto, ténor, basse). Les parties parlées sont tenues par un rôle masculin, le récitant, et un rôle féminin, la Pythonisse.

#### Réception et critiques
L'œuvre est d'emblée saluée pour son côté avant-gardiste notamment par les Suisses Aloys Mooser et  Henri Gagnebin qui insistent sur le « souffle authentiquement religieux » de la musique. Aloys Fornerod déplore la brièveté des pièces et la quasi absence des cordes, oubliant au passage que l'orchestration demeure une contrainte imposée par Morax, tandis que les critiques français lors de la création française de la version en oratorio se révèleront plus enthousiastes, notamment Émile Vuillermoz dans Comœdia : « Le Roi David nous révèle la curiosité d'oreille d'Honegger pour les timbres instrumentaux les moins exploités ».
Dès la fin de l'été 1921 Honegger lui-même se réjouit du succès rencontré par son œuvre à Mézières comme l'atteste une lettre qu'il adresse à Morax : « Les représentations de Mézières me resteront comme le meilleur souvenir de tout ce que j'ai entrepris dans le genre théâtre ».

#### Influences
L'œuvre d'Honegger est influencée par ses prédécesseurs : Gabriel Fauré dans le pause Je t'aimerai, Seigneur, d'un amour tendre, Igor Stravinsky dans La Danse devant l'Arche ou encore Claude Debussy dans le Chant de servante. Si on peut exclure des emprunts fidèles, la partition d'Honegger fait allusion à certaines harmonies et rythmes de ces compositeurs et le musicologue Pierre Meylan reprend Jean Cocteau en citant « le feu intérieur » d'Honegger et de ces compositeurs, ce feu « qui illumine toujours la partie la moins périssable de leur œuvre et constitue leur meilleure chance, la seule, de durer »,.

## La version oratorio
L'œuvre remporte un grand succès à Mézières mais rapidement l'accompagnement musical de l'œuvre de René Morax est transformé par Honegger en oratorio, afin de mieux propager son œuvre. Ernst Wolters, ami de Hans Reinhart, décide de monter l'œuvre à Winterthour mais ne dispose pas d'une scène suffisamment grande pour la pièce originale. Il doit renoncer à monter une représentation du Roi David tel qu'il a été créé à Mézières et souhaite remplacer les scènes de théâtre par un récitant. Il écrit ainsi à Morax le 8 mai 1923 et lui formule un souhait : « C'est pourquoi je m'adresse à vous et vous soumets cette importante demande, de bien vouloir rédiger pour notre exécution un texte dans le sens indiqué ci-dessus, seulement bien sûr au cas où mon projet vous agrée ».
Avec l'assentiment des auteurs, Honegger reprend sa partition. Il traduit le texte en allemand avec l'aide d'un librettiste et présente la version oratorio à Winterthour le 2 décembre 1923. L'harmonium et le piano cèdent la place aux cordes, peu présentes dans la première version, augmentées d'une harpe et de l'orgue. Morax a également supprimé de la version oratorio des passages jugés trop sensuels qui ne s'accorderaient pas avec la représentation de son œuvre dans une enceinte sacrée. Ainsi, l'épisode de Bethsabée est supprimé, tout comme les notes empreintes de volupté et de sensualité.

### Description et argument
La version oratorio comporte vingt-sept numéros et dure un peu plus d'une heure.
- Introduction (récitant). Les mélodies douces reflétant la magie de l'Orient et combinent l'harmonie traditionnelle et les moyens modernes[M 9]
- Cantique du berger David (voix d'enfant ou contralto). La tonalité déterminée tient compte de l'amateurisme des chanteurs, tandis que les innovations techniques du rythme ou de l'harmonie reposent sur l'orchestre[M 9].
- Psaume : « Loué soit le Seigneur » (chœur mixte)
- Chant de victoire (chœur mixte). Le combat du faible David contre le fort Goliath s'achève par un chant de victoire scandé par David
- Cortège (récitant)
- Psaume : « Ne crains rien » (ténor). David déclare son amour à Mical et rencontre la jalousie de Saül qui va tenter de le tuer. Cet assaut est caractérisé musicalement par un glissando, rappelant la technique utilisée par Honegger dans Horace, victorieux[M 9].
- Psaume : « Ah ! si j'avais des ailes de colombe » (soprano)
- Psaume - Cantique des Prophètes (chœur d'hommes)
- Psaume : « Pitié de moi, mon Dieu » (ténor)
- Le Camp de Saül (récitant)
- Psaume : « L'éternel est ma lumière infinie » (chœur mixte)
- Incantation : La Pythonisse (récitant). Saül consulte la Pythonisse. Véritable scène de sorcellerie, cet épisode est soutenu par une musique hallucinatoire[M 9] et ardente grâce à l'opposition  successive des rythmes.
- Marche des Philistins (récitant)
- Lamentations de Guilboa (chœur de femmes). La musique crée une atmosphère mélancolique
- Cantique de fête (chœur de femmes)
- La Danse devant l'arche (récitant et chœur mixte). Ses dimensions et sa sonorité en font le sommet de la partition[M 9]
- Cantique : « De mon cœur jaillit un cantique » (chœur mixte)

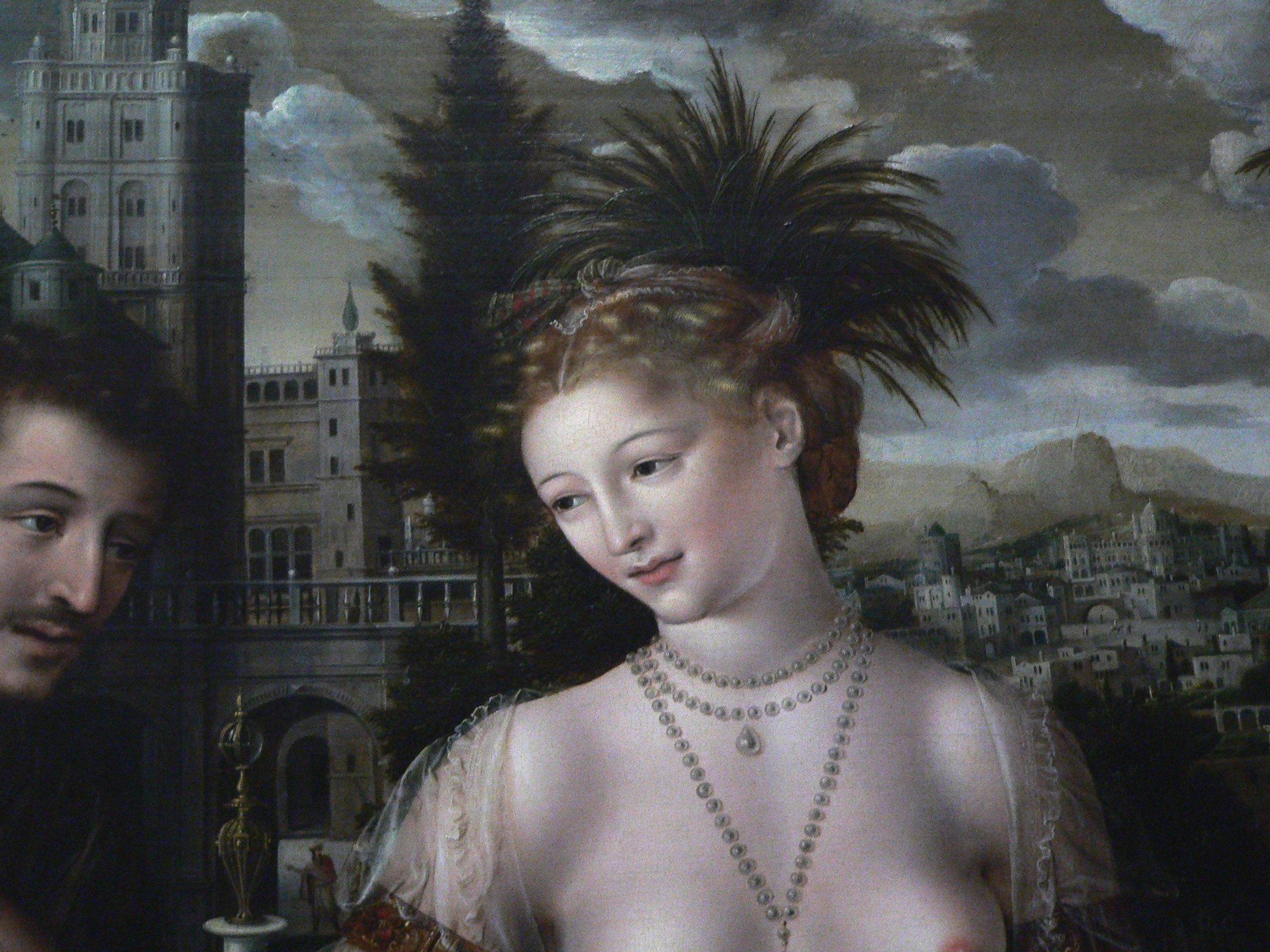
Détail du tableau David et Bethsabée de Jan Massys, 1562, musée du Louvre à Paris

- Chant de la servante (mezzo soprano). Ce chant évoque l'amour de David pour Bethsabée, femme d'Urie.
- Psaume de pénitence (chœur mixte). Rongé par la culpabilité de ses amours impossibles, David entonne un chant de pénitence et demande pardon à Dieu
- Psaume : « Je fus conçu dans le péché » (chœur mixte)
- Psaume : « Je lève mes regards vers la montagne » (ténor)
- La Chanson d'Ephraïm (soprano et chœur de femmes)
- Marche des Hébreux (récitant)
- Psaume : « Je t'aimerai, Seigneur, d'un amour tendre » (chœur mixte)
- Psaume : « Dans cet effroi » (chœur mixte)
- Couronnement de Salomon  (récitant)
- Mort de David (soprano et chœur mixte). Cet hymne évoque la résurrection et l'ascension vers le paradis, figurée par des vagues successives[M 9] de notes pour aboutir à l’Alleluia final où la polyphonie s'achève avec l'œuvre sur un accord consonnant.

### Création en France et réception

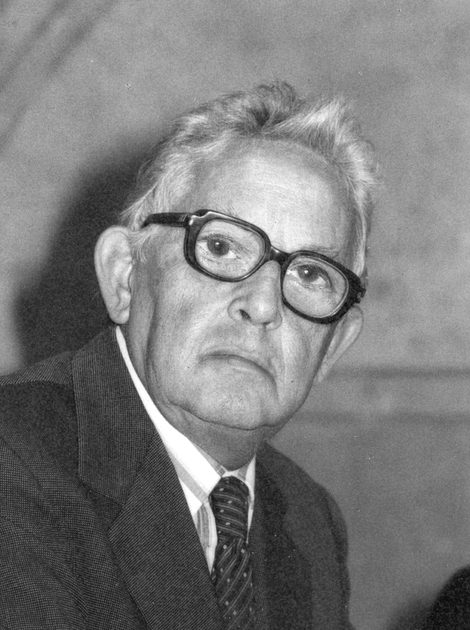
Le compositeur italien Goffredo Petrassi est bouleversé par Le Roi David lors de sa création à Rome en 1924

La première de l'oratorio en français a lieu salle Gaveau à Paris le 15 mars 1924, sous la baguette de Robert Siohan. Le public est enthousiaste et le timbaliste et futur exégète d'Honegger, Arthur Hoérée, rapporte dans la revue Comœdia : « La frénésie somptueuse de l'œuvre nous avait gagné tous, nous exécutants, jusqu'au dernier choriste ! » tandis que Marcel Delannoy relate « Je revois la salle Gaveau, bondée d'un public avide. (...) Rien n'arrêtera plus le déroulement de la partition, tandis que monte l'enthousiasme d'un public conquis à l'avance. (...) Pendant plusieurs années, le succès fulgurant du Roi David se répètera dans le monde entier ».
Véritable succès, l'œuvre sera très souvent représentée dans sa version oratorio, éclipsant la version scénique. Chaque représentation nourrit la ferveur des auditeurs, notamment lors de sa création à Rome en 1924 où le compositeur Goffredo Petrassi révèle « je fus ébranlé à tel point que je faillis me suicider à cause de cette œuvre. Je n'ai jamais raconté à Honegger cet intime drame de jeunesse ».

### Influences postérieures
Le Roi David relance la mode de l'oratorio sous la forme d'un oratorio dramatique qui permet aux compositeurs de se réapproprier un genre où l'utilisation de la voix peut jouer un rôle égal ou supérieur à celui de la musique. Dans le domaine choral, l'œuvre a obligé les chœurs amateurs, suisses puis français, à entrer dans la musique nouvelle et se confronter aux problèmes posés par les musiciens contemporains, notamment dans la maîtrise des intervalles inusités jusqu'alors. L'utilisation du chœur mixte ouvre la voie à la constitution du répertoire pour cet ensemble, que l'on retrouve dans les chœurs a cappella de Bartók ou de Kodály. Ce répertoire a enfin pour conséquence la création d'ensemble vocaux professionnels, seuls capables d'aborder ces nouvelles techniques de chant, notamment dans les œuvres atonales et sérielles.

## Discographie
- Charles Dutoit, Erato, 1992
- Le Roi David, Chœur Vittoria, Orchestre de la Cité, Dir. Michel Piquemal (1997, Naxos) - version originale
- Le Roi David, Daniel Reuss, Ensemble Vocal de Lausanne, Orchestre de la Suisse Romande. (2016, Mirare MIR 318)